# Donal Moynihan
Donal Moynihan (* 2. Oktober 1941 in Ballymakeera, County Cork, Irland; † 29. Oktober 2022 im County Cork) war ein irischer Politiker der Fianna Fáil. Von November 1982 bis 1989 und von 1992 bis 2007 war er Abgeordneter (Teachta Dála) im Dáil Éireann, dem Unterhaus des Oireachtas.

## Biografie
Moynihan war nach seiner Schulzeit als Landwirt tätig. 1970 rückte er für seinen Vater in den Cork County Council nach. Bei den Wahlen im November 1982 konnte er einen Sitz für den Dáil Éireann erringen. Diesen Sitz konnte er bei den Wahlen 1987 verteidigen. 1989 verlor er seinen Sitz, den er aber bei den Wahlen 1992 zurückerobern konnte. Diesen Sitz konnte er bei den Wahlen 1997 und Wahlen 2002 halten. 2007 verlor er den Sitz wieder.
Moynihan war seit 1965 mit Catherine Twomey verheiratet, mit der er neun Kinder hatte, darunter auch Aindrias Moynihan, der ebenfalls Politiker ist.